# Remseck
Remseck là một thị xã ở huyện Ludwigsburg, Baden-Württemberg, Đức. Đô thị này có diện tích 22,82 km², dân số thời điểm ngày 31 tháng 12 năm 2006 là 22.598 người. Đô thị này toạ lạc tại điểm hợp lưu của các sông Rems và Neckar, khoảng 12 km về phía đông bắc Stuttgart, 7 km về phía đông nam của Ludwigsburg.